# Eddy Stutterheim
Edward Stutterheim (Amsterdã, 11 de agosto de 1908 — Opio, 13 de abril de 1977) foi um velejador neerlandês, medalhista olímpico. Ele competiu nos Jogos Olímpicos de Verão de 1948 na classe Star e conquistou a medalha de bronze na disputa a bordo do BEM II com Bob Maas. A dupla voltou a disputar em 1952 em Helsinque onde ficou na sétima colocação.
Nas Olimpíadas de 1956 em Melbourne, Stutterheim tentou representar a equipe olímpica neerlandesa na classe Dragon. Porém, após a invasão soviética da Hungria, o governo holandês decidiu que a seleção olímpica holandesa não competiria.